# Rezerwat przyrody „Bołonskij”
Rezerwat przyrody „Bołonskij” (ros. Государственный природный заповедник «Болоньский») – ścisły rezerwat przyrody (zapowiednik) w Rosji położony w rejonach amurskim i nanajskim w Kraju Chabarowskim. Jego obszar wynosi 1036 km². Rezerwat został utworzony dekretem rządu Federacji Rosyjskiej z dnia 18 listopada 1997 roku. Jest wpisany na listę konwencji ramsarskiej. W 2004 roku został zakwalifikowany przez BirdLife International jako ostoja ptaków IBA. Dyrekcja mieści się w miejscowości Amursk.

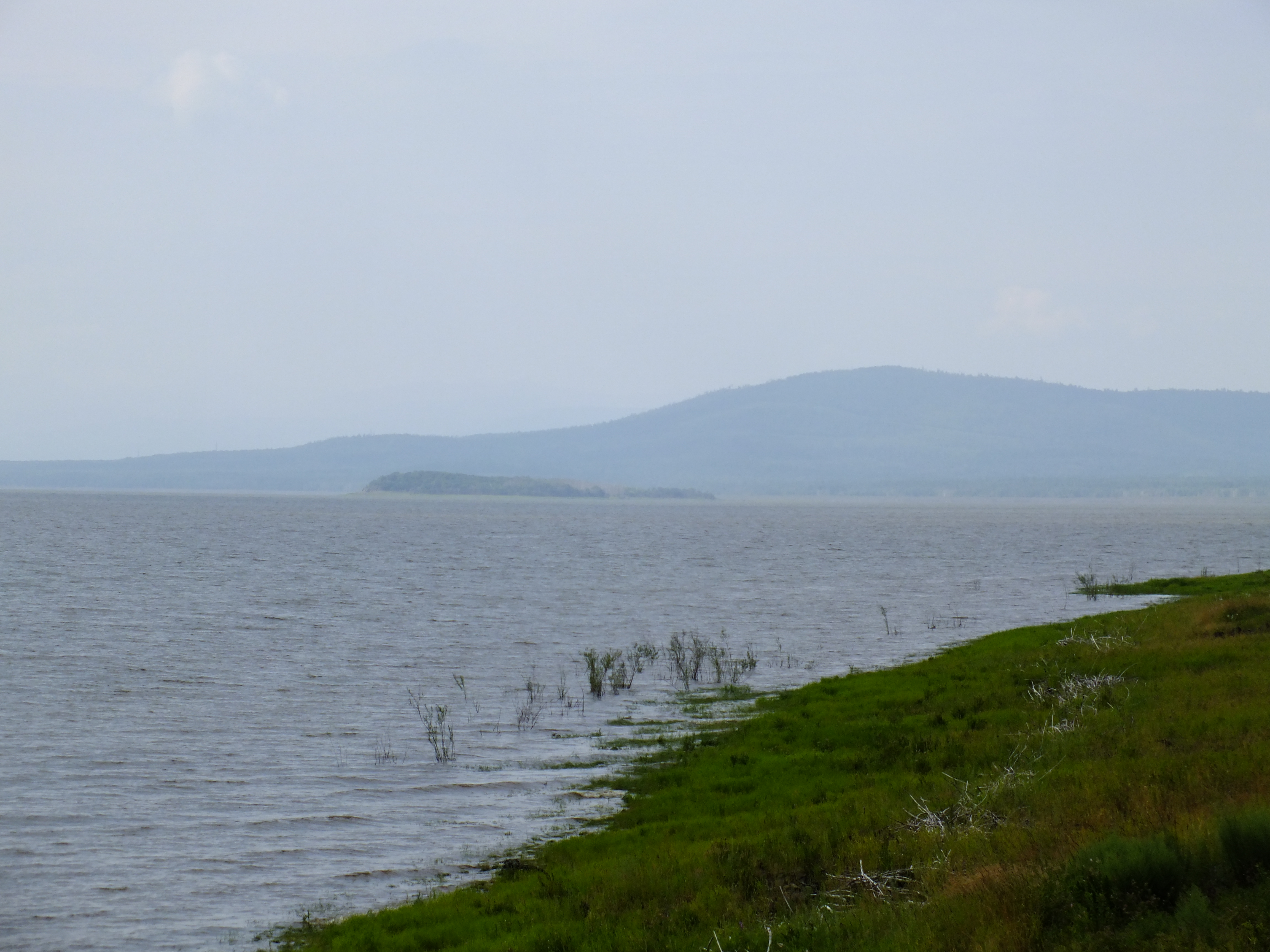
Jezioro Bołon´

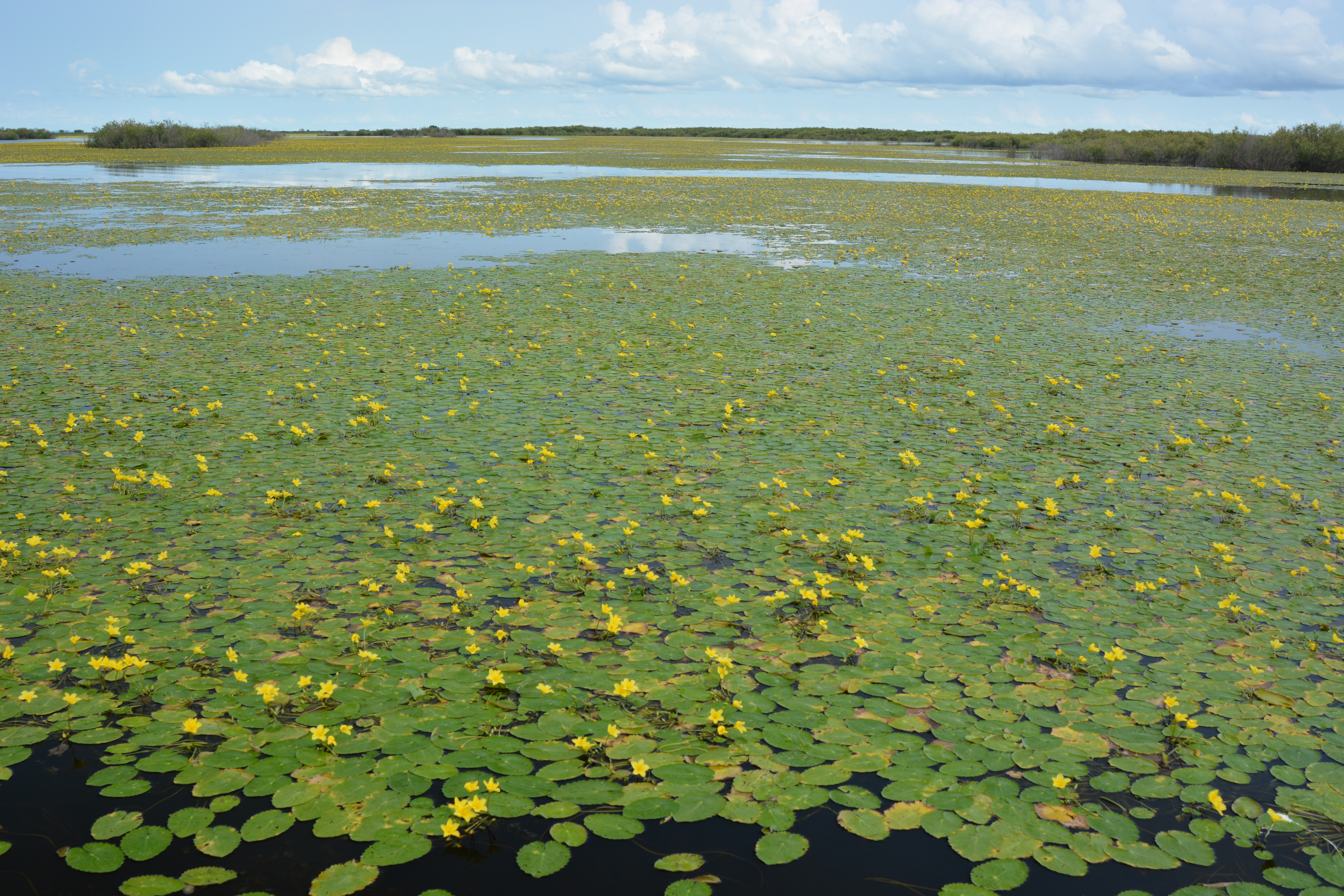
Grzybieńczyk wodny

## Opis
Rezerwat położony jest w dorzeczu rzek Simmi i Selgon. Od północy przylega do delty rzeki Harpi i zajmuje część jeziora Bołon´. Głównym celem jego utworzenia była ochrona ptactwa wodnego.
Klimat monsunowy. Zimą temperatura utrzymuje się w granicach -26–28 °C, a latem dochodzi do +40 °C.

## Flora
Około 80 procent terenu rezerwatu zajmują bagna. Wśród bagien i łąk rosną brzozy, osiki, modrzewie i dęby. Istnieją też obszary lasu liściastego z udziałem jesionu mandżurskiego, korkowca amurskiego, lipy wonnej, dębu mongolskiego, eleuterokoka, leszczyny, a także winorośli amurskiej i cytryńca chińskiego. Rosną tu też takie rośliny wodne jak: grzybieńczyk wodny, kotewka orzech wodny, oczeret Tabernemontana, sitowiec z gatunku Bolboschoenus yagara, a także zarośla zizanii szerokolistnej.

## Fauna
Głównymi mieszkańcami rezerwatu są ptaki – 208 gatunków. Bywa ich tu w niektórych okresach około 1,2 mln. Wśród nich 6 gatunków zostało sklasyfikowanych jako zagrożone według listy Międzynarodowej Unii Ochrony Przyrody. Są to bocian czarnodzioby, żuraw mandżurski, gęś łabędzionosa, gęś białoczelna, bielik i biegus łyżkodzioby.
W okresie letnim na równinach otaczających jezioro Bołon´ pojawiają się takie zwierzęta jak niedźwiedź brunatny, łoś euroazjatycki, sarna syberyjska, niedźwiedź himalajski, wiewiórka pospolita, dzik euroazjatycki, borsuk azjatycki, wydra europejska, jenot azjatycki, jeleń szlachetny, norka amerykańska i piżmak amerykański.